# جوبیلی هلدینگ
جوبیلی هلدینگ (انگلیسی: Jubilee Holding) شرکت خدمات مالی تانزانیایی است، که در سال ۱۹۳۷ تأسیس شد.